# Шиливери
Шиливѐри е село в Северна България. Намира се в община Елена, област Велико Търново.
Към 1934 г. селото има 79 жители. В днешно време няма постоянно население. Влиза в землището на село Тодювци.